# Randy Lewis (zápasník)
Randall Scott "Randy" Lewis (* 7. června 1959 Milbank, USA) je bývalý americký zápasník.
V roce 1984 vybojoval na olympijských hrách v Los Angeles zlatou medaili ve volném stylu v kategorii do 62 kg. V roce 1982 vybojoval 4. místo na mistrovství světa a v roce 1983 zvítězil na Panamerických hrách.